# Эдельман, Иоганн Христиан
Иоганн Христиан Эдельман (нем. Johann Christian Edelmann; 9 июля 1698, Вайсенфельс — 15 февраля 1767, Берлин) — немецкий философ, пиетист, свободомыслящий богослов.

## Биография
Иоганн Христиан Эдельман изучал богословие в Йенском университете в 1720—1724 годы. Принимал участие в издании так называемой Берлебургской библии; одно время жил в общине гернгутеров. Эдельман должен был скрываться от преследований за своё вольнодумство. В 1749 году Фридрих II разрешил ему поселиться в Берлине, взяв с него обещание ничего не печатать.
Труды Эдельмана были высоко оценены Бруно Бауэром, предвосхитили ряд идей фейербаховского атеизма.

## Сочинения
- Die Göttlichkeit der Vernunft
- Die Begierde nach der vernünftigen lautern
- Glaubensbekenntnis
- Selbstbiographie